# Monete euro greche
     Zona euro
     UE appartenenti agli AEC II
     UE appartenenti agli AEC II con deroga
     UE non appartenenti agli AEC II
     Non UE che usano bilateralmente l'euro
     Non UE che usano unilateralmente l'euro
Le monete euro greche mostrano diversi soggetti per ogni singolo taglio. Sono stati tutti disegnati da Georgios Stamatopoulos con le monete di taglio minore che recano navi greche, le monete di taglio intermedio che mostrano greci famosi e quelle da 1 e 2 euro che hanno impresse immagini della storia e mitologia dell'Antica Grecia. Tutti i tagli presentano le 12 stelle europee, l'anno di conio e il piccolo simbolo della Banca di Grecia. Il valore della moneta è espresso sul lato nazionale anche nell'alfabeto greco, come avviene sul lato comune in alfabeto latino. Il centesimo di euro è noto come lepto (λεπτό; plurale lepta, λεπτά) in greco.
La Grecia è entrata nell'Eurozona solo nel 2000, perciò inizialmente non fu in grado di coniare un quantitativo sufficiente di monete rispetto agli altri 11 paesi che aderirono alla moneta unica. Per questo motivo buona parte delle monete greche realizzate per l'introduzione dell'Euro nel 2002 furono coniate anche in Finlandia (1 e 2 euro, con simbolo di conio S situato nella stella a ore 6), in Spagna (20 centesimi, indicando, nella stella situata a ore 8 il marchio di conio E) e in Francia (2 e 5 centesimi indicanti il marchio di conio F nella stella a ore 2, 10 e 50 centesimi che lo contengono in quella a ore 8 e 1 centesimo che lo contiene in quella a ore 10); le monete coniate ad Atene non recavano invece alcuna lettera.

## Faccia nazionale
| € 0,01 | € 0,02                                                               | € 0,05                                                                    |
| --- | -------------------------------------------------------------------- | ------------------------------------------------------------------------- |
| |                                                                      |                                                                           |
| Una trireme del V secolo a.C.                                                                                     | Una corvetta del XIX secolo                                          | Una moderna petroliera                                                    |
| € 0,10 | € 0,20                                                               | € 0,50                                                                    |
| |                                                                      |                                                                           |
| Il poeta greco Rigas Velestinlis-Fereos                                                                           | Lo statista greco Ioannis Kapodistrias                               | Il politico greco Eleutherios Venizelos                                   |
| € 1,00 | € 2,00                                                               | Bordo 2 euro                                                              |
| |                                                                      |                                                                           |
| Una civetta, animale sacro ad Atena, così com'era raffigurata in un'antica tetradracma ateniese del V secolo a.C. | Scena del rapimento di Europa da parte di Zeus trasformatosi in toro | "ΕΛΛΗΝΙΚΗ ΔΗΜΟΚΡΑΤΙΑ" ("Repubblica greca" in greco) seguito da una stella |

### Future modifiche alla faccia nazionale delle monete in circolazione
La Commissione della Comunità europea ha emesso una raccomandazione in data 19 dicembre 2008, una linea guida comune per le facce nazionali e l'emissione di monete in euro destinate alla circolazione. Una sezione di questa raccomandazione prevede che:
 Articolo 2. Identificazione dello Stato membro di rilascio:
"Le facce nazionali di tutti i tagli di monete in euro destinate alla circolazione devono recare l'indicazione dello Stato membro di rilascio mediante il nome dello Stato membro o una sua abbreviazione."
Un nuovo progetto della monete euro greche è previsto per il prossimo futuro, per conformarsi alle nuove linee guida, anche se non è stato ufficialmente annunciato nulla.

## Quantità monete coniate
| | Divisionali FDC | Divisionali FS | Divisionali FDC Commemorative | € 0,01         | € 0,02         | € 0,05         | € 0,10          | € 0,20          | € 0,50         | € 1,00         | € 2,00         |
| Circolanti | Circolanti      | Circolanti     | Circolanti                    | Circolanti     | Circolanti     | Circolanti     | Circolanti      |                 |                |                |                |
| --- | --------------- | -------------- | ----------------------------- | -------------- | -------------- | -------------- | --------------- | --------------- | -------------- | -------------- | -------------- |
| 2002 | 54.945          | /              | 5.000                         | 101.000.000    | 176.000.000    | 211.000.000    | 139.000.000     | 209.000.000     | 93.000.000     | 61.500.000     | 75.400.000     |
| 2002 (E,F,S) | /               | /              | /                             | 15.000.000 (F) | 18.000.000 (F) | 90.000.000 (F) | 100.000.000 (F) | 120.000.000 (E) | 70.000.000 (F) | 50.000.000 (S) | 70.000.000 (S) |
| 2003 | 49.300          | /              | 50.000                        | 35.100.700     | 9.500.000      | 750.000        | 600.000         | 800.000         | 700.000        | 11.700.000     | 550.000        |
| 2004 | 30.000          | /              | 25.000                        | 49.970.000     | 24.970.000     | 220.000        | 9.970.000       | 470.000         | 470.000        | 9.970.000      | *              |
| 2005 | 25.000          | /              | 25.000                        | 14.950.000     | 15.620.000     | 1.000.000      | 25.000.000      | 1.000.000       | 1.000.000      | 10.000.000     | 1.000.000      |
| 2006 | 25.000          | /              | 25.000                        | 44.950.000     | 45.000.000     | 50.000.000     | 45.000.000      | 1.000.000       | 1.000.000      | 10.000.000     | 1.000.000      |
| 2007 | 15.000          | /              | 10.000                        | 60.001.681     | 25.025.103     | 55.030.598     | 60.069.185      | 980.113         | 977.239        | 24.192.900     | *              |
| 2008 | 15.000          | /              | 10.000                        | 24.001.977     | 68.034.877     | 50.025.713     | 40.063.476      | 20.028.617      | 10.044.641     | 4.026.726      | 1.032.522      |
| 2009 | 7.500           | /              | 17.500                        | 49.975.000     | 16.000.000     | 38.000.000     | 46.000.000      | 24.000.000      | 7.000.000      | 18.000.000     | 1.000.000      |
| 2010 | 7.500           | /              | 17.500                        | 26.975.000     | 31.000.000     | 5.000.000      | 5.000.000       | 12.000.000      | 6.000.000      | 11.000.000     | 1.000.000      |
| 2011 | 15.000          | 2.500          | 20.000                        | 34.965.000     | 47.000.000     | 34.000.000     | 36.000.000      | 1.000.000       | 7.000.000      | 1.000.000      | *              |
| 2012 | 20.000          | 2.500          | 10.000                        | 47.967.500     | 34.000.000     | 5.000.000      | *               | *               | *              | *              | *              |
| 2013 | 20.000          | 4.000          | /                             | 44.000.000     | 41.000.000     | *              | 19.000.000      | *               | *              | *              | *              |
| 2014 | 13.000          | 2.500          | /                             | 45.000.000     | 25.000.000     | 18.000.000     | *               | *               | *              | *              | *              |
| 2015 | 15.000          | 2.000          | /                             | 25.000.000     | 32.000.000     | 10.000.000     | *               | *               | *              | *              | *              |
| 2016 | 15.000          | 2.000          | /                             | 49.000.000     | 52.000.000     | 27.000.000     | 17.000.000      | *               | *              | *              | *              |
| 2017 | 15.000          | 1.200          | /                             | 30.000.000     | 34.000.000     | 8.000.000      | 15.000.000      | *               | *              | *              | *              |
| 2018 | 15.000          | 2.000          | /                             | 39.000.000     | 14.000.000     | 15.000.000     | 14.000.000      | *               | *              | *              | *              |
| 2019 | 10.000          | 1.500          | /                             | 41.000.000     | 35.000.000     | 36.000.000     | 24.000.000      | 12.000.000      | 3.000.000      | *              | *              |
| 2020 | 10.000          | /              | /                             | 50.000.000     | 43.000.000     | 13.000.000     | 40.000.000      | 32.000.000      | 7.000.000      | *              | *              |
| 2021 | 10.000          | /              | /                             | 22.000.000     | 25.000.000     | 16.000.000     | *               | 8.000.000       | 5.000.000      | *              | *              |
| 2022 | 7.500           | /              | /                             | 6.000.000      | 23.000.000     | 24.000.000     | *               | 6.000.000       | *              | *              | *              |
| 2023 | 7.500           | /              | /                             | 22.000.000     | 17.000.000     | 13.000.000     | 28.000.000      | 39.000.000      | 19.000.000     | 10.000.000     | 5.000.000      |
| 2024 | 5.000           | /              | /                             | 19.000.000     | 20.000.000     | 7.000.000      | 22.000.000      | 13.000.000      | 7.000.000      | 17.000.000     | 14.500.000     |
| 2025 | 5.000           | /              | /                             | 45.000.000     | 61.000.000     | 55.000.000     | 38.000.000      | 45.000.000      | 17.000.000     | 9.000.000      | 15.500.000     |
| (F) coniate dalla zecca francese; (E) coniate dalla zecca spagnola; (S) coniate dalla zecca finlandese / = non emessa, ? = finora sconosciuto, * = emessa solo nelle divisionali ufficiali |                 |                |                               |                |                |                |                 |                 |                |                |                |

## 2 euro commemorativi
| Immagine | Anno | Tema                                                                                 | Tiratura   | Emissione         | Incisore               |
| -------- | ---- | ------------------------------------------------------------------------------------ | ---------- | ----------------- | ---------------------- |
|          | 2004 | Olimpiade di Atene 2004                                                              | 35.000.000 | 14 maggio 2004    | Panagiotis Gravvalos   |
|          | 2007 | 50º anniversario della firma dei Trattati di Roma (emissione comune)                 | 4.000.000  | 25 marzo 2007     | Luc Luycx              |
|          | 2009 | 10º anniversario dell'UEM (emissione comune)                                         | 4.000.000  | 2 gennaio 2009    | Georgios Stamatopoulos |
|          | 2010 | 2500º anniversario della battaglia di Maratona                                       | 2.500.000  | 25 ottobre 2010   | Georgios Stamatopoulos |
|          | 2011 | XIII Special Olympics                                                                | 1.000.000  | 30 maggio 2011    | Georgios Stamatopoulos |
|          | 2012 | 10º anniversario della circolazione di banconote e monete in euro (emissione comune) | 1.000.000  | 2 gennaio 2012    | Helmut Andexlinger     |
|          | 2013 | 2400º anniversario della fondazione dell'Accademia di Atene                          | 754.000    | 1º ottobre 2013   | Georgios Stamatopoulos |
|          | 2013 | 100º anniversario dell'annessione di Creta alla Grecia                               | 754.000    | 1º ottobre 2013   | Georgios Stamatopoulos |
|          | 2014 | 400º anniversario della morte di El Greco                                            | 750.000    | 24 settembre 2014 | Georgios Stamatopoulos |
|          | 2014 | 150º anniversario dell'annessione delle Isole Ionie alla Grecia                      | 750.000    | 24 settembre 2014 | Maria Andonatou        |
|          | 2015 | 30º anniversario della Bandiera europea (emissione comune)                           | 750.000    | 23 dicembre 2015  | Georgios Stamatopoulos |
|          | 2015 | 75º anniversario della morte di Spyridōn Louīs                                       | 750.000    | 23 dicembre 2015  | Georgios Stamatopoulos |
|          | 2016 | 150º anniversario del rogo del Monastero di Arkadi                                   | 750.000    | 21 dicembre 2016  | Georgios Stamatopoulos |
|          | 2016 | 120º anniversario della nascita di Dimitri Mitropoulos                               | 750.000    | 21 dicembre 2016  | Georgios Stamatopoulos |
|          | 2017 | 60º anniversario della morte di Nikos Kazantzakis                                    | 750.000    | 13 luglio 2017    | Georgios Stamatopoulos |
|          | 2017 | Sito archeologico di Filippi                                                         | 750.000    | 12 ottobre 2017   | Georgios Stamatopoulos |
|          | 2018 | 70º anniversario dell'unione delle isole del Dodecaneso con la Grecia                | 750.000    | 31 ottobre 2018   | Georgios Stamatopoulos |
|          | 2018 | 75º anniversario della morte di Kostis Palamas                                       | 750.000    | 31 ottobre 2018   | Georgios Stamatopoulos |
|          | 2019 | 100º anniversario della nascita di Manolis Andronikos                                | 750.000    | 11 luglio 2019    | Georgios Stamatopoulos |
|          | 2019 | 150º anniversario della morte di Andreas Kalvos                                      | 750.000    | 11 luglio 2019    | Georgios Stamatopoulos |
|          | 2020 | 2500º anniversario della battaglia delle Termopili                                   | 750.000    | 30 giugno 2020    | Georgios Stamatopoulos |
|          | 2020 | 100º anniversario dell'annessione della Tracia alla Grecia                           | 750.000    | 8 ottobre 2020    | Georgios Stamatopoulos |
|          | 2021 | 200º anniversario della Guerra d'indipendenza greca                                  | 1.500.000  | 22 aprile 2021    | Georgios Stamatopoulos |
|          | 2022 | 35º anniversario dell'istituzione del Progetto Erasmus (emissione comune)            | 750.000    | 1º luglio 2022    | Joaquin Jimenez        |
|          | 2022 | 200 anni dalla promulgazione della prima costituzione greca                          | 750.000    | 1º luglio 2022    | Georgios Stamatopoulos |
|          | 2023 | 100º anniversario della nascita di Maria Callas                                      | 750.000    | 27 giugno 2023    | Georgios Stamatopoulos |
|          | 2023 | 150º anniversario della nascita di Constantin Carathéodory                           | 750.000    | 28 settembre 2023 | Georgios Stamatopoulos |
|          | 2024 | 150º anniversario della nascita di Penelope Delta                                    | 750.000    | 17 giugno 2024    | Georgios Stamatopoulos |
|          | 2024 | 50º anniversario del ritorno alla democrazia                                         | 750.000    | 17 giugno 2024    | Georgios Stamatopoulos |